# Вишенки (Волоколамский район)
Вишенки — деревня в Волоколамском районе Московской области России, входит в состав сельского поселения Спасское. Население — 0 чел. (2010).

## География
Деревня Вишенки расположена на западе Московской области, в южной части Волоколамского района, примерно в 17 км к югу от города Волоколамска, у истока впадающей в Озернинское водохранилище реки Хлыньи, северо-западнее протекает река Педня бассейна Рузского водохранилища. Ближайшие населённые пункты — деревни Акулово и Карабузино. Деревню Вишенки окружают леса.

## Население
| 1859 | 1890 | 1899 | 1926 | 2002 | 2006 | 2010 |
| ---- | ---- | ---- | ---- | ---- | ---- | ---- |
| 103  | ↘71  | ↘47  | ↗101 | ↘2   | ↘0   | →0   |

## История
В «Списке населённых мест» 1862 года — казённая деревня 1-го стана Рузского уезда Московской губернии на просёлочной дороге между Волоколамским и Воскресенским трактами, в 18 верстах от уездного города, при пруде, с 17 дворами и 103 жителями (44 мужчины, 59 женщин).
По данным на 1890 год — деревня Судниковской волости Рузского уезда с 71 душой населения.
В 1913 году — 16 дворов.
По материалам Всесоюзной переписи населения 1926 года — деревня Акуловского сельсовета Судниковской волости Волоколамского уезда в 19 км от Волоколамского шоссе и 18 км от станции Волоколамск Балтийской железной дороги. Проживал 101 житель (37 мужчин, 64 женщины), насчитывалось 19 крестьянских хозяйств.
С 1929 года — населённый пункт в составе Волоколамского района Московского округа Московской области. Постановлением ЦИК и СНК от 23 июля 1930 года округа как административно-территориальные единицы были ликвидированы.
1929—1939, 1957—1963, 1965—1994 гг. — деревня Судниковского сельсовета Волоколамского района.
1939—1957 гг. — деревня Судниковского сельсовета Осташёвского района.
1963—1965 гг. — деревня Судниковского сельсовета Волоколамского укрупнённого сельского района.
1994—2006 гг. — деревня Судниковского сельского округа Волоколамского района.
С 2006 года — деревня сельского поселения Спасское Волоколамского муниципального района Московской области.